# Isoperla frisoni
Isoperla frisoni és una espècie d'insecte plecòpter pertanyent a la família dels perlòdids.

## Hàbitat
En el seu estadi immadur és aquàtic i viu a l'aigua dolça, mentre que com a adult és terrestre i volador.

## Distribució geogràfica
Es troba a Nord-amèrica: el Canadà (Manitoba, Nova Brunswick, Nova Escòcia, Ontario, Illa del Príncep Eduard i el Quebec) i els Estats Units (Connecticut, Massachusetts, Delaware, Indiana, Maine, Michigan, Minnesota, Carolina del Nord, Pennsilvània i Wisconsin).